# Pizzo (maffia)

Kaart van de pizzo per provincie

Pizzo (Siciliaans: pizzu) is het beschermingsgeld dat winkeliers in het zuiden van Italië aan de maffia moeten betalen. Winkeliers die dit weigeren, worden lastiggevallen, bijvoorbeeld door middel van brandstichting. Als men wel betaalt, krijgt men bescherming van de maffia. Deze vorm van afpersing wordt vooral toegepast door de Siciliaanse cosa nostra.
Er is steeds meer weerstand gaande tegen het betalen van de pizzo. Steeds meer ondernemers weigeren het geld te betalen voor deze ongevraagde bescherming. Gaandeweg komt zo de bevolking tegen dit gebruik in opstand.